# Music for the Divine
Music for the Divine – jedenasty solowy album brytyjskiego muzyka Glenna Hughesa. Wydawnictwo ukazało się13 czerwca 2006 roku nakładem wytwórni muzycznej Frontiers Records. W nagraniach Hughesa wsparli m.in.: znany z występów w zespole Red Hot Chili Peppers perkusista Chad Smith oraz gitarzysta Jerry Cantrell, członek formacji Alice in Chains. Nagrania były promowane teledyskami do utworów "The Divine" i "This House", które wyreżyserowali, odpowiednio, Andrey Slabakov i Jon Cohan.

## Lista utworów
Opracowano na podstawie materiału źródłowego.
| Nr  | Tytuł utworu            | Autorzy                            | Długość |
| --- | ----------------------- | ---------------------------------- | ------- |
| 1.  | „The Valiant Denial”    | Glenn Hughes, JJ Marsh             | 6:50    |
| 2.  | „Steppin' On”           | Glenn Hughes, JJ Marsh             | 4:42    |
| 3.  | „Monkey Man”            | Glenn Hughes, JJ Marsh             | 4:25    |
| 4.  | „This House”            | Glenn Hughes, JJ Marsh, Chad Smith | 3:53    |
| 5.  | „You Got Soul”          | Glenn Hughes, JJ Marsh             | 4:20    |
| 6.  | „Frail”                 | Glenn Hughes                       | 4:42    |
| 7.  | „Black Light”           | Glenn Hughes, JJ Marsh             | 3:56    |
| 8.  | „Nights in White Satin” | Justin Hayward                     | 4:55    |
| 9.  | „Too High”              | Glenn Hughes, JJ Marsh             | 4:50    |
| 10. | „This is How I Feel”    | Glenn Hughes                       | 5:35    |
| 11. | „The Divine”            | Glenn Hughes                       | 4:05    |
|     |                         |                                    | 52:13   |

| Edycja japońska | Edycja japońska                                         | Edycja japońska                    | Edycja japońska |
| Nr              | Tytuł utworu                                            | Autorzy                            | Długość         |
| --------------- | ------------------------------------------------------- | ---------------------------------- | --------------- |
| 1.              | „The Valiant Denial”                                    | Glenn Hughes, JJ Marsh             | 6:50            |
| 2.              | „Steppin' On”                                           | Glenn Hughes, JJ Marsh             | 4:42            |
| 3.              | „Monkey Man”                                            | Glenn Hughes, JJ Marsh             | 4:25            |
| 4.              | „This House”                                            | Glenn Hughes, JJ Marsh, Chad Smith | 3:53            |
| 5.              | „You Got Soul”                                          | Glenn Hughes, JJ Marsh             | 4:20            |
| 6.              | „Frail”                                                 | Glenn Hughes                       | 4:42            |
| 7.              | „Black Light”                                           | Glenn Hughes, JJ Marsh             | 3:56            |
| 8.              | „Nights in White Satin”                                 | Justin Hayward                     | 4:55            |
| 9.              | „Too High”                                              | Glenn Hughes, JJ Marsh             | 4:50            |
| 10.             | „This is How I Feel”                                    | Glenn Hughes                       | 5:35            |
| 11.             | „The Divine”                                            | Glenn Hughes                       | 4:05            |
| 12.             | „The Writing Session of "This House"” (utwór dodatkowy) | Glenn Hughes, JJ Marsh, Chad Smith |                 |
|                 |                                                         |                                    | 52:13           |

| Edycja australijska | Edycja australijska     | Edycja australijska                       | Edycja australijska |
| Nr                  | Tytuł utworu            | Autorzy                                   | Długość             |
| ------------------- | ----------------------- | ----------------------------------------- | ------------------- |
| 1.                  | „The Valiant Denial”    | Glenn Hughes, JJ Marsh                    | 6:50                |
| 2.                  | „Steppin' On”           | Glenn Hughes, JJ Marsh                    | 4:42                |
| 3.                  | „Monkey Man”            | Glenn Hughes, JJ Marsh                    | 4:25                |
| 4.                  | „This House”            | Glenn Hughes, JJ Marsh, Chad Smith        | 3:53                |
| 5.                  | „You Got Soul”          | Glenn Hughes, JJ Marsh                    | 4:20                |
| 6.                  | „Frail”                 | Glenn Hughes                              | 4:42                |
| 7.                  | „Black Light”           | Glenn Hughes, JJ Marsh                    | 3:56                |
| 8.                  | „Nights in White Satin” | Justin Hayward                            | 4:55                |
| 9.                  | „Too High”              | Glenn Hughes, JJ Marsh                    | 4:50                |
| 10.                 | „This is How I Feel”    | Glenn Hughes                              | 5:35                |
| 11.                 | „The Divine”            | Glenn Hughes                              | 4:05                |
| 12.                 | „Monkey Man”            | Glenn Hughes, JJ Marsh                    | 4:25                |
| 13.                 | „Misty Mountain Hop”    | Jimmy Page, Robert Plant, John Paul Jones | 5:07                |
|                     |                         |                                           | 1:01:45             |

## Muzycy
Opracowano na podstawie materiału źródłowego.

- Glenn Hughes - wokal prowadzący, gitara basowa, gitara akustyczna, gitara elektryczna, produkcja muzyczna
- Chad Smith - perkusja, instrumenty perkusyjne, fortepian, produkcja muzyczna
- Ryan Hewitt - inżynieria dźwięku, miksowanie, realizacja nagrań
- John Frusciante - gościnnie gitara, wokal wspierający (8, 10)
- Jerry Cantrell - gościnnie gitara (13)
- J.J. Marsh - gitara elektryczna
- Mark Kilian - instrumenty klawiszowe, aranżacja smyczków
- Dave Collins - mastering
- Alex Solca, Sarah Simon - zdjęcia
- Ted White - realizacja nagrań